# Ceto (mitologia)
Ceto (in greco antico: κῆτος?, kêtos) è un sostantivo generico che indica un qualunque mostro marino nella mitologia greca.

## Aspetto
Questa creatura viene descritta variamente come un pesce colossale, ossia una balena, oppure come un ibrido tra pesce e serpente di mare; a volte aveva la testa se non anche le zampe anteriori di un animale terrestre, ad esempio di cinghiale (come nel vaso in capo all'articolo).
Creature simili nella mitologia greca sono il drago greco e, in misura minore, Scilla e Cariddi.

## Mitologia
Quando l'arrogante Cassiopea, regina d'Etiopia, si vantò spudoratamente della sua bellezza, Poseidone, per volere della moglie Anfitrite, inviò Ceto a razziare le terre di Cefeo; per porre fine a tutto questo, su consiglio dell'Oracolo di Ammone il sovrano dovette offrire sua figlia Andromeda in sacrificio al mostro. Fortunatamente, l'eroe Perseo accorse in aiuto della principessa e la salvò, uccidendo Ceto dopo un arduo combattimento.
Un altro mito simile si raccontava su Eracle, che soccorse Esione da un altro ketos dinnanzi a Troia.

## Nella cultura successiva

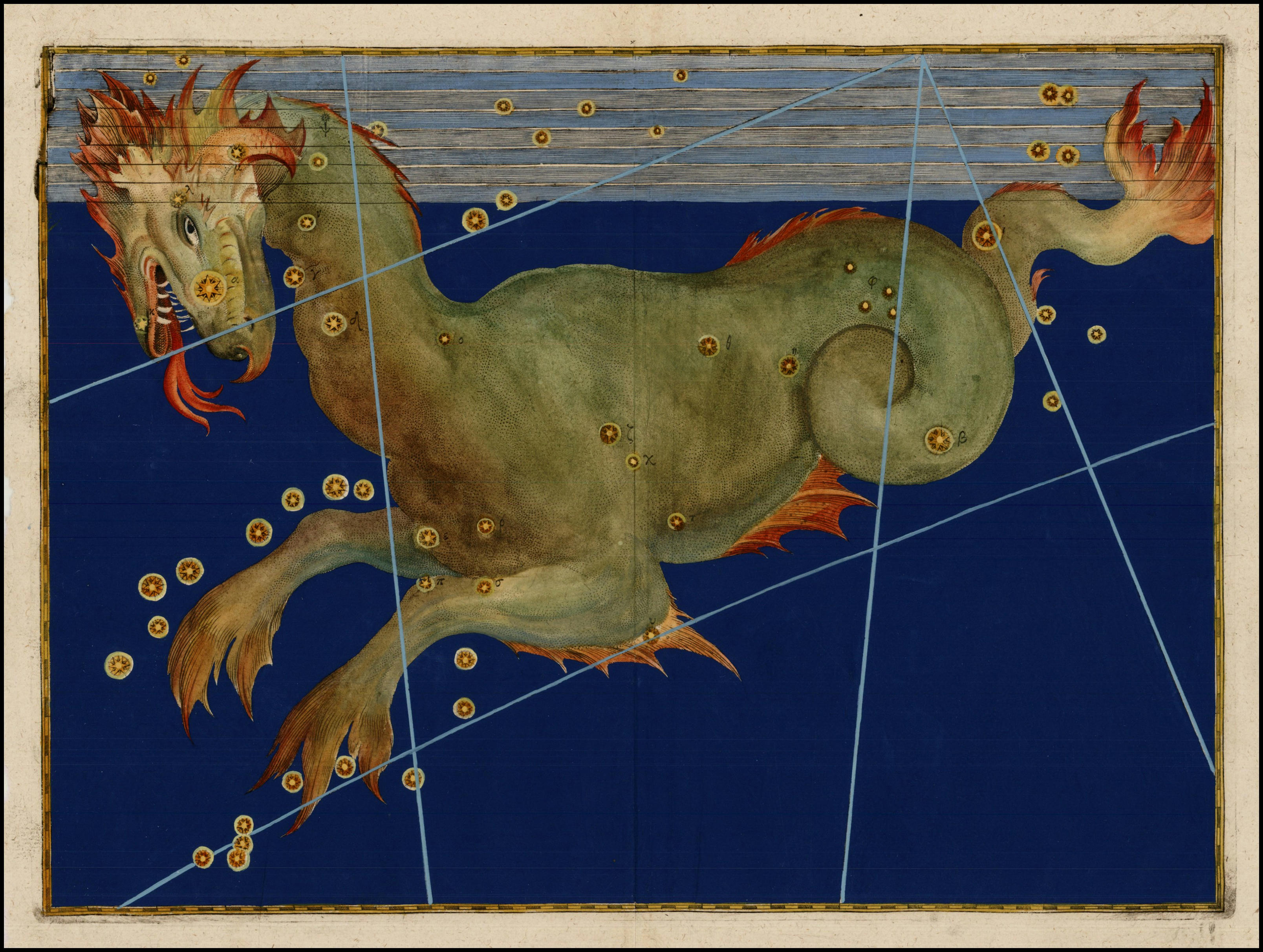
Cetus, rappresentazione dell'omonima costellazione come il mostro marino. Johann Bayer, XVII secolo

Da ketos e dalla sua forma latineggiante cetus derivano:
- Cetus, ovvero la costellazione della "Balena", dal momento che il mostro sconfitto da Perseo - così come gli altri personaggi del mito - fu tramutato dagli dèi in costellazione (catasterismo); in questa guisa la rappresentazione dell'antica creatura fu trasmessa alla cultura europea dell'età moderna;
- Il termine Cetacea, ordine di mammiferi marini cui appartengono le balene, grazie alla tradizione zoologica della cetologia iniziata già con Aristotele.